# Јужни свињоноги бандикут
Јужни свињоноги бандикут (Chaeropus ecaudatus) је изумрла врста сисара торбара из реда Peramelemorphia, која је насељавала сушне и полусушне равнице Аустралије. По изгледу је подсећала на северног свињоногог бандикута (C. yirratji), од ког се разликовала по мањем броју рупа у непчаној кости и краћим стопалима. Још једна разлика је другачија дентиција у односу на C. yirratji, што наводи на закључак да су ове две врсте имале различиту исхрану. Раније је сматрано да су ове две врсте конспецифичне, све до 2019. када је објављена студија у којој је утврђено да су заправо две посебне врсте.

## Опис
Тело му је дужине 23–26 cm, а реп 10–15 cm. По изгледу донекле подсећа на билбије, по дугим танким ногама, великим зашиљеним ушима и дугом репу. Међутим, када се пажљивије осмотри, могу се уочити одређене карактеристике које га чине веома необичним за једног торбара. Предња стопала имају два функционална прста која подсећају на папке свиња или јелена. На задњим стопалима четврти прст је веома дуг и има канџу налик мајушном коњском копиту, остали прсти су закржљали, а једини од њих који имају неку функцију су други и трећи прст који су срасли и користе се за биштење.
Глава је широка и дуга, а њушка витка. Крзно је грубо, али не и бодљикаво. Боја крзна већег дела тела је могла бити од проседо сиве до жућкасте и наранџасто-смеђе, док је на трбуху била бела, а на ушима кестењаста.

## Распрострањеност и станиште
Подврста C. e. ecaudatus је насељавала јужну Аустралију, док је подврста C. c. occidentalis насељавала југозападну Аустралију.
Насељавао је жбуњаке у јужним деловима аустралијских пустиња, а ареал врсте је допирао до Западне Аустралије.

## Угроженост
Верује се да је врста изумрла средином 20. века, када је 1945. нестала из свог последњег уточишта у јужној Аустралији. Изумрли род свињоноги бандикути (Chaeropus) укључивао је две врсте, а јужни свињоноги бандикут је прва од две врсте која је изумрла. Изумрла је највероватније због ширења подивљалих мачака и европских лисица, као и због уништавања станишта, које је изазавала домаћа стока.